# Балзукевич, Юзеф
Ю́зеф Балзуке́вич (пол. Józef Bałzukiewicz, лит. Juozapas Balzukevičius, 1 апреля 1867, Вильна — 11 февраля 1915, там же) — польский художник.

## Биография
Родился в семье виленского резчика самоучки Винценты Балзукевича, старший брат скульптора Болеслава Балзукевича и художницы Люции Балзукевич.

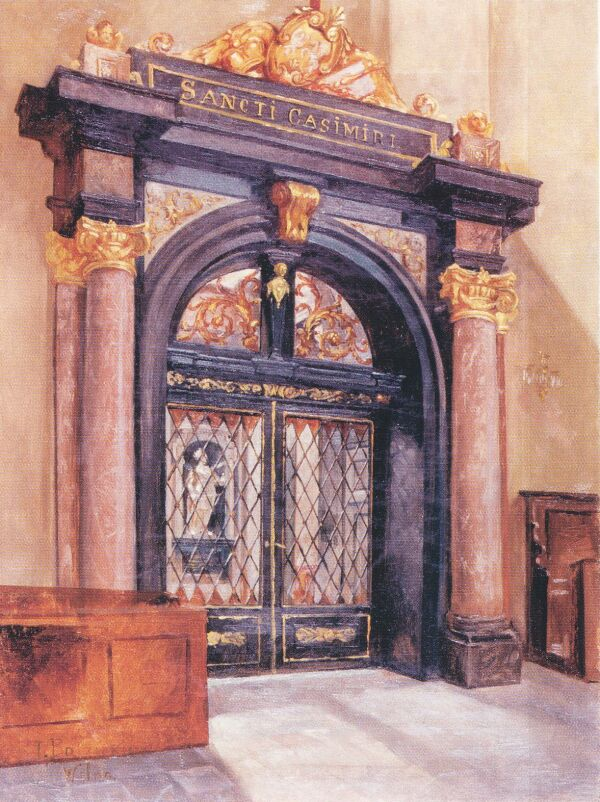
Ворота капеллы Св. Казимира в виленском кафедральном соборе. (1912).

Начальное художественное образование получил в виленской Рисовальной школе И. П. Трутнева. В 1887—1893 продолжил обучение в петербургской Академии художеств под руководством профессора Б. П. Виллевальде. Успехи отмечены несколькими медалями, в том числе большой серебряной медалью 1893. Три года работал учителем рисования в Череповце и на Украине.
С 1897 жил в Вильне. Преподавал в бесплатных классах технического рисования и черчения Юзефа Монтвилла и с 1912 руководил классами. Учредил вечернюю студию рисования. Один из основателей Виленского художественного общества (1908) и участник организованных обществом ежегодных весенних выставок.
Автор реалистически исполненных сцен жизни и быта литовских крестьян, видов Вильны, портретов, интерьеров виленских костёлов, религиозных композиций. Виды Вильны писал маслом и акварелью. Кроме того, рисовал пером и пастелью, занимался реставрацией картин. Реставрировал, в частности, картины Шимона Чеховича в костёле Св. Рафала в Вильне (здесь же картины религиозной). Академическую сухость произведений Юзефа Балзукевича смягчают черты импрессионизма.
Похоронен на кладбище Расу в Вильне. Надгробный памятник установлен в 1925 (автор — брат Болеслав Балзукевич).

## Произведения
- Св. Станислав. Костёл в Перлое (Варенский район)
- Апостол Варфоломей. Костёл в Перлое (Варенский район)
- Пахарь с быками. 1899. Литовский художественный музей.
- Роща. 1900. Литовский художественный музей.
- Двор дома на Замковой, 3. 1910. Литовский художественный музей.
- Ворота капеллы Св. Казимира в виленском кафедральном соборе. Литовский художественный музей.

## Галерея

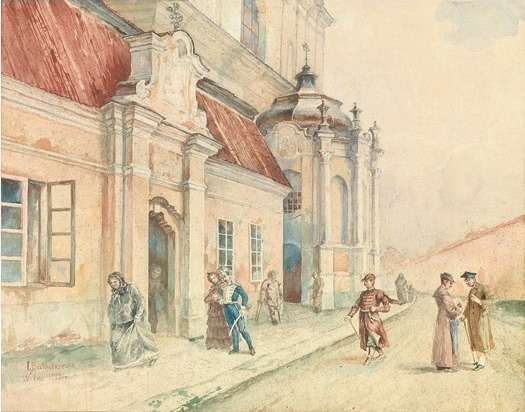
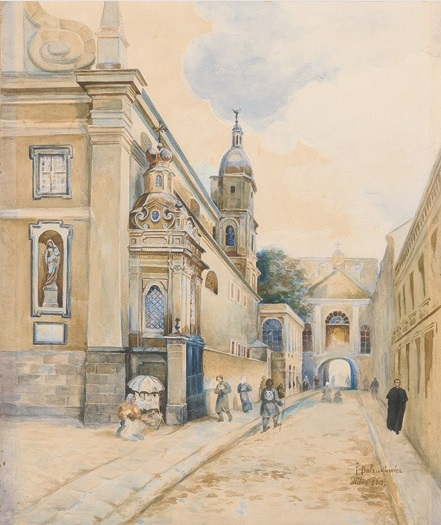
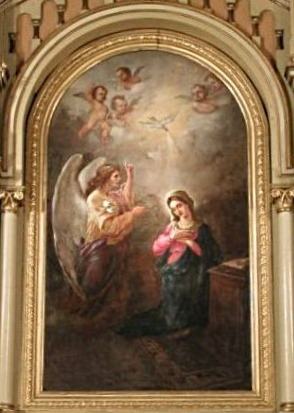
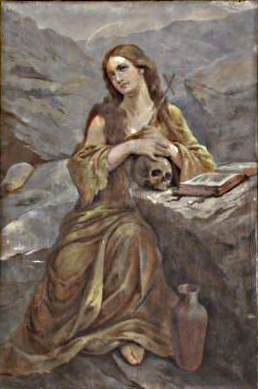